# Wilhelm von Sachsen-Gotha-Altenburg

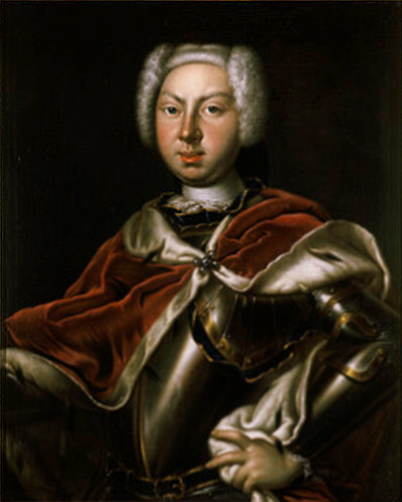
Wilhelm von Sachsen-Gotha-Altenburg

Wilhelm Carl Christian von Sachsen-Gotha-Altenburg (* 12. März 1701 in Gotha; † 31. Mai 1771 in Tonna) war ein Prinz aus der Nebenlinie Sachsen-Gotha-Altenburg der Ernestinischen Wettiner und kaiserlicher Generalfeldzeugmeister.

## Herkunft
Wilhelm war der zweite Sohn des Herzogs Friedrich II. von Sachsen-Gotha-Altenburg (1676–1732) aus dessen Ehe mit  Magdalena Augusta (1679–1740), Tochter des Fürsten Karl Wilhelm von Anhalt-Zerbst.

## Leben
Nach seiner fürstlichen Ausbildung traf er sich 1718 mit seinem Bruder Friedrich in Genf, um auf eine Kavalierstour zu gehen. Sie reisten anschließend Italien, wo sie Rom und Neapel besuchter. Im Oktober 1719 gingen sie nach Frankreich und waren im November zurück in Gotha. 1721 machten sie eine Reise nach England, von dort über Paris gingen sie nach Den Haag, wo sie 8 Monate blieben. Im Mai 1724 machten sie eine weitere Reise, dieses Mal besuchten die Schweden und Dänemark. Nach ihrer Rückkehr 1725 reisten sie im September nochmals nach Italien, wo sie ein Jahr blieben. Auf der Rückreise ging der Prinz an den Hof nach Dresden, dort ging er in kursächsische Dienste. Am 22. März 1728 wurde er von August II. zu Oberst ernannt, dazu erhielt er das Regiment Schwarzburg-Rudolstadt. Auch im Lager bei Zeithain 1730 kommandierte er das Regiment. Mit den Ausbruch des Polnischen Erbfolgekrieges führte er das Regiment nach Polen. Wilhelm trat 1734 als Generalwachtmeister in die Dienste Kaiser Karls VI. Vom Königs August II. erhielt er am 15. Februar 1735 noch die Beförderung zum Generalmajor und den Weißen Adler-Orden.
Wilhelm erhielt vom Kaiser drei Regimenter mit 5000 Soldaten führte, die sein Bruder Friedrich III. dem Kaiser im Kampf gegen Frankreich überlassen hatte. Er kommandierte zunächst am Rhein, dann in Italien. 1738 wurde er Generalfeldmarschallleutnant, 1742 Generalleutnant und 1750 Generalfeldzeugmeister. Diese Stelle legte er schließlich nieder, nachdem er zweimal 1753 und 1760 mit seiner Bewerbung um das Amt des Reichsgeneralfeldmarschalls scheiterte. Er nahm seinen Wohnsitz in Tonna.
Wilhelm heiratete am 8. November 1742 in Hamburg Anna (1709–1758), Tochter des Christian August von Schleswig-Holstein-Gottorf und Tante Katharinas der Großen. Die Ehe blieb kinderlos.